# エルテニエンテ
エルテニエンテ (El Teniente) は、チリ共和国中部スウェルにある世界有数の銅鉱山。1906年操業開始。チリ国内3番目の銅山。
銅、モリブデンが採れる。
鉱山都市スウェルとエルテニエンテ銅山は、2006年に世界遺産に登録された。